# Carl Ludwig Johann Hermann Riedesel zu Eisenbach
Carl Ludwig Johann Hermann (genannt Jeannot) Riedesel Freiherr zu Eisenbach (* 20. Januar 1782 in Wien; † 14. Oktober 1842 in Lauterbach) war Freiherr aus dem Hause Riedesel, großherzoglich-hessischer Kammerherr und Vizepräsident der Ersten Kammer der Landstände des Großherzogtums Hessen.
Seine Eltern waren der Diplomat und Schriftsteller Johann Hermann Riedesel zu Eisenbach (1740–1784) und dessen Frau Charlotte Marianne von Beeren († 1817).
Jeannot Riedesel gehörte von ihrer Gründung 1820 bis zu seinem Tod 1842 der Ersten Kammer der Landstände an, nachdem Carl Philipp Ferdinand Hermann Riedesel zu Eisenbach, Ludwig Georg Friedrich Hermann Carl Riedesel zu Eisenbach und August Riedesel zu Eisenbach verzichtet hatten. 1820/21, 1826/27 und 1838 bis 1841 war er zweiter Präsident der Kammer.

## Ehe und Nachkommen
Er war mit Karoline Wilhelmine, geborene von Steube, verheiratet. Aus der Ehe gingen drei Söhne Georg (1812–1881), Giesebert (1813–1885) und Volprecht Hermann Gustav August Erdmann (1817–1877) sowie die Tochter Wilhelmine Caroline Sophie Erdmuthe (1821–1902), verheiratet mit dem späteren Regierungspräsidenten von Sachsen-Meiningen Friedrich Krafft, hervor; die beiden Erstgeborenen wurden ebenfalls Standesherren und hessische Abgeordnete.